# La Condamine-Châtelard
La Condamine-Châtelard – miejscowość i gmina we Francji, w regionie Prowansja-Alpy-Lazurowe Wybrzeże, w departamencie Alpy Górnej Prowansji.

## Demografia
Według danych na rok 1990 gminę zamieszkiwało 168 osób, a gęstość zaludnienia wynosiła 3 osoby/km². W styczniu 2015 r. La Condamine-Châtelard zamieszkiwało 199 osób, przy gęstości zaludnienia wynoszącej 3,5 osób/km².